# فارثینگهو
فارثینگهو (به انگلیسی: Farthinghoe) یک روستا و محله مدنی در بریتانیا است که در South Northamptonshire واقع شده‌است. فارثینگهو ۴۱۸ نفر جمعیت دارد.